# Presidenza di Thomas Jefferson
(Thomas Jefferson)
La presidenza di Thomas Jefferson ebbe inizio il 4 marzo 1801 con l'insediamento e terminò il 4 marzo 1809. Jefferson assunse l'incarico di terzo presidente degli Stati Uniti d'America dopo aver vinto le elezioni presidenziali del 1800, battendo il presidente in carica John Adams. In questa elezione il Partito Democratico-Repubblicano spazzò via il Partito Federalista avversario, inaugurando così una generazione di predominio nella politica degli Stati Uniti. Jefferson fu rieletto nel 1804. Dopo il secondo mandato, gli succedette il suo segretario di Stato James Madison, anch'egli affiliato ai Democratici-Repubblicani.
Jefferson entrò in carica deciso a rivedere molte delle leggi del programma federalista votate negli anni 1790. La sua presidenza ridusse le tasse, le spese governative e il debito pubblico e abrogò gli Alien and Sedition Acts.
Negli affari di politica estera i principali sviluppi furono il gigantesco acquisto della Louisiana da Napoleone nel 1803, l'embargo del 1807 contro il Regno Unito e la stessa Francia, ed il peggioramento delle relazioni con la Gran Bretagna, mentre gli Stati Uniti cercavano di rimanere neutrali durante le guerre napoleoniche che stavano travolgendo l'Europa.
Creò l'Accademia militare, usò la Marina militare per proteggere il naviglio mercantile dai pirati degli Stati barbareschi del Nordafrica e sviluppò un piano per proteggere i porti degli Stati Uniti da un'eventuale invasione straniera mediante l'utilizzo di piccole cannoniere (progetto che si rivelerà però inutile quando scoppiò la guerra anglo-americana). Autorizzò inoltre la spedizione di Lewis e Clark per esplorare il Territorio della Louisiana e il Nord-ovest Pacifico.
Nel corso del suo secondo mandato l'attenzione del presidente si concentrò sul procedimento penale a carico dell'ex vicepresidente Aaron Burr accusato di alto tradimento - ma che si concluse con un'assoluzione piena - e sulla questione dello schiavismo, in particolare la tratta atlantica degli schiavi africani la cui importazione dall'estero venne abolita. Nel 1806 denunciò il commercio internazionale di schiavi come una "violazione dei diritti umani" e chiese al Congresso di renderlo illegale; fu così approvata l'anno seguente una legge che vietava l'importazione di schiavi (Act Prohibiting Importation of Slaves).

La firma autografa del presidente Jefferson.

Le crescenti tensioni tra Stati Uniti e Gran Bretagna dominarono invece gli ultimi anni della presidenza, quando la Royal Navy britannica cominciò ad intimorire le navi statunitensi fino al punto di attaccarle apertamente. Jefferson rifiutò la prospettiva di una guerra, preferendo le minacce economiche e gli embarghi, che alla fine danneggiarono più gli stessi Stati Uniti che l'impero britannico. Le dispute continuarono anche dopo che Jefferson lasciò l'incarico, portando alla fine alla guerra anglo-americana del 1812.
Il giudizio su Jefferson è stato altalenante negli anni. Come risultato del suo contributo nel plasmare la filosofia politica repubblicana della nazione, è comunque costantemente inserito a primi posti nelle indagini degli storici accademici e dei politologi come uno dei presidenti più stimati della nazione (vedi classifica storica dei presidenti degli Stati Uniti d'America).

## Elezioni presidenziali del 1800
(Thomas Jefferson.)

La bandiera degli Stati Uniti d'America a 15 stelle.

Jefferson era già stato candidato alle elezioni presidenziali del 1796 come Repubblicano-Democratico, finendo secondo nel conteggio dei grandi elettori dietro al Federalista John Adams; le regole allora in vigore lo facevano quindi diventare il vicepresidente. In tale ruolo si oppose fermamente al programma dei Federalisti, tra cui gli Alien and Sedition Acts, e la nazione si divise sempre più tra i due schieramenti. Jefferson e Adams furono ancora una volta i principali candidati presidenziali dei loro rispettivi partiti anche alle elezioni presidenziali del 1800; Aaron Burr era il candidato alla vicepresidenza di Jefferson. La campagna elettorale del presidente in carica fu molto indebolita dalle tasse impopolari e dalle feroci lotte interne al proprio partito politico sulla sua condotta nella Quasi-guerra. I Repubblicani-Democratici accusarono i Federalisti di essere segretamente favorevoli alla monarchia, mentre questi ultimi accusarono Jefferson di essere un libertino senza dio schiavo dei francesi.

I risultati elettorali.

Con il sistema elettorale in vigore al tempo, i membri del Collegio elettorale potevano votare per due nomi contemporaneamente per la carica di presidente; in caso di pareggio, sarebbe stata allestita un'elezione speciale da parte della Camera dei rappresentanti. Jefferson e Burr ricevettero 73 voti elettorali, mentre Adams concluse al terzo posto con 65 preferenze. La Camera, ancora controllata dai Federalisti, si riunì nel febbraio del 1801 per scegliere tra Jefferson e Burr; sebbene alcuni Federalisti preferissero Burr, il loro leader Alexander Hamilton preferiva di molto Jefferson. Al trentaseiesimo scrutinio un numero sufficiente di deputati federalisti si astenne dal voto per consentire a Jefferson di vincere. Jefferson considerò il successo ottenuto come "la seconda rivoluzione americana", e sperò di trasformare il paese limitando al massimo i compiti del governo federale e indebolendo il potere delle élite.

## Insediamento
La cerimonia inaugurale della nuova presidenza si tenne il 4 marzo 1801, essa fu la prima a svolgersi nella nuova capitale della nazione, Washington. Quella mattina una compagnia di artiglieria a Capitol Hill sparò una salva di colpi di cannone per dare il benvenuto allo spuntar del giorno; per la prima volta il nuovo presidente consegnò una copia del proprio discorso ad un giornale,  il National Intelligencer,  affinché fosse pubblicato subito dopo essere stato pronunciato. Il discorso di Jefferson constava di 1.721 parole, lette nell'aula del Senato al Campidoglio. Jefferson non aveva una grande voce e il pubblico riuscì a malapena a catturare le sue parole, che chiedevano l'unità nazionale. Il discorso venne quindi ampiamente ristampato e celebrato dai Democratici-Repubblicani in tutto il paese come un enunciato chiaro dei principi del partito. Il giuramento del presidente venne officiato dal presidente della Corte suprema John Marshall. Il presidente uscente John Adams aveva lasciato la capitale quello stesso giorno e non fu presente alla cerimonia.

## Presidenza
(John Fitzgerald Kennedy, 1961)

### Cronologia
Gli avvenimenti salienti della presidenza Jefferson furono:
1801
- prosecuzione dl secondo grande risveglio;
- prima guerra barbaresca;
- prima azione navale su Tripoli;
- avvio delle pubblicazioni del New York Post;
- morte del primo presidente della Camera dei rappresentanti Frederick Muhlenberg;

1802

Gli Stati Uniti fino al 1802.

- istituzione della United States Military Academy;
- Enabling Act (1802);

1803
- acquisto della Louisiana dal primo Impero francese;
- sentenza Marbury contro Madison;
- ammissione dell'Ohio nell'Unione;
- firma del trattato di Vincennes;
- morte di Samuel Adams, uno dei Padri fondatori degli Stati Uniti d'America;

1804
- morte di George Walton, uno dei firmatari della dichiarazione d'indipendenza degli Stati Uniti d'America;
- istituzione dell'Università dell'Ohio;

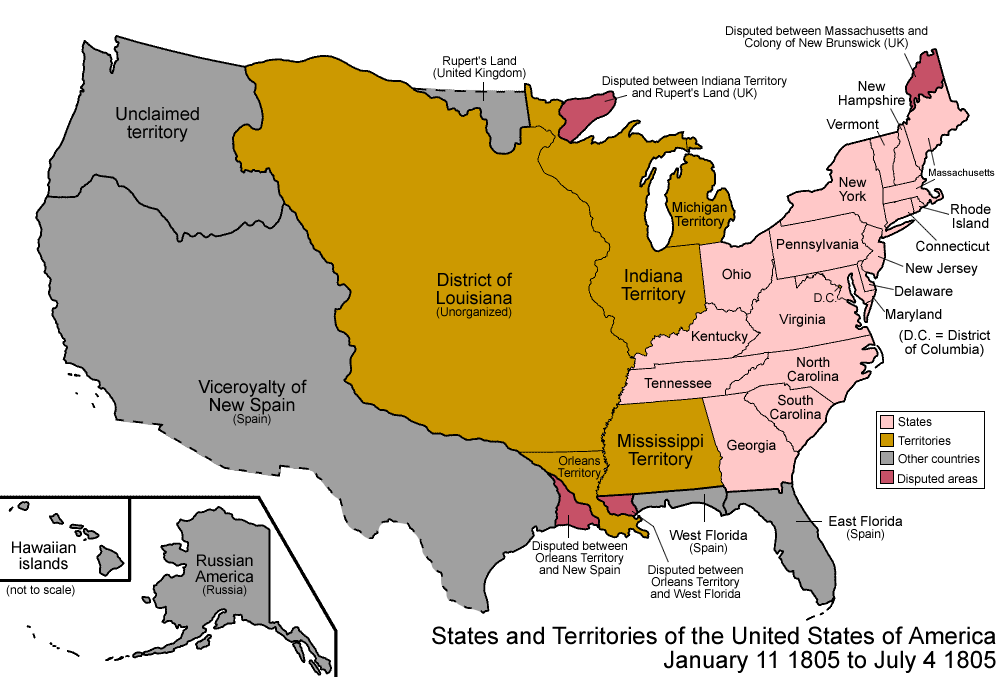
Gli Stati Uniti nel 1805.

- creazione del territorio di Orleans;
- spedizione di Lewis e Clark;
- duello Burr-Hamilton, con conseguente morte dell'ex ministro Alexander Hamilton;
- trattato di Saint Louis;
- elezioni presidenziali;

1805
- creazione del territorio della Louisiana;
- battaglia di Derna;
- creazione del territorio del Michigan;

1806
- autorizzazione della costruzione della National Road;
- uccisione di un uomo in duello da parte di Andrew Jackson, dopo che la moglie venne accusata di poligamia;
- spedizione Pike;
- primo dizionario di inglese americano, opera di Noah Webster;
- morte dell'ex ministro Henry Knox;
- trattato Pinkney-Monroe;
- cospirazione Burr;

1807
- affare Chesapeake-Leopard;
- embargo del 1807;

1808
- abolizione della tratta degli schiavi;
- vittoria di James Madison alle elezioni presidenziali negli Stati Uniti d'America del 1808;

1809
- creazione del territorio dell'Illinois;
- fondazione dell'Università Miami;
- insediamento della presidenza di James Madison.

### Gabinetto ministeriale
Partiti politici
  Democratico-Repubblicano
  Federalista
  Indipendente
| Dipartimento | Incarico                       | Ritratto | Ritratto               | Nome                | Mandato          | Mandato          |
| Dipartimento | Incarico                       | Ritratto | Ritratto               | Nome                | Inizio           | Termine          |
| ------------ | ------------------------------ | -------- | ---------------------- | ------------------- | ---------------- | ---------------- |
|              | Presidente                     |          |                        | Thomas Jefferson    | 4 marzo 1801     | 4 marzo 1809     |
|              | Vicepresidente                 |          |                        | Aaron Burr          | 4 marzo 1801     | 4 marzo 1805     |
|              | Vicepresidente                 |          | George Clinton         | 4 marzo 1805        | 4 marzo 1809     |                  |
|              |                                |          |                        |                     |                  |                  |
|              | Segretario di Stato            |          |                        | Levi Lincoln Senior | 5 marzo 1801     | 1º maggio 1801   |
|              | Segretario di Stato            |          | James Madison          | 2 maggio 1801       | 3 marzo 1809     |                  |
|              | Segretario al tesoro           |          |                        | Samuel Dexter       | 4 marzo 1801     | 13 maggio 1801   |
|              | Segretario al tesoro           |          | Albert Gallatin        | 14 maggio 1801      | 4 marzo 1809     |                  |
|              | Segretario alla Guerra         |          |                        | Henry Dearborn      | 5 marzo 1801     | 4 marzo 1809     |
|              | Procuratore generale           |          |                        | Levi Lincoln Senior | 5 marzo 1801     | 3 marzo 1805     |
|              | Procuratore generale           |          | John Breckinridge      | 7 agosto 1805       | 14 dicembre 1806 |                  |
|              | Procuratore generale           |          | Caesar Augustus Rodney | 20 gennaio 1807     | 4 marzo 1809     |                  |
|              | Direttore generale delle poste |          |                        | Joseph Habersham    | 4 marzo 1801     | 28 novembre 1801 |
|              | Direttore generale delle poste |          | Gideon Granger         | 28 novembre 1801    | 4 marzo 1809     |                  |
|              | Segretario alla Marina         |          |                        | Benjamin Stoddert   | 4 marzo 1801     | 31 marzo 1801    |
|              | Segretario alla Marina         |          | Robert Smith           | 27 luglio 1801      | 4 marzo 1809     |                  |

Entro il luglio del 1801 il presidente completò le nomine per il suo gabinetto ministeriale, composto dal segretario di Stato James Madison, dal segretario al Tesoro Albert Gallatin, dal segretario alla Guerra Henry Dearborn, dal procuratore generale Levi Lincoln Senior e dal segretario alla Marina Robert Smith. Poiché Aaron Burr aveva deciso di puntare alla presidenza nell'elezione speciale della Camera dei rappresentanti, fu escluso da qualsiasi ruolo nella presidenza. Jefferson cercò sempre di assumere scelte collettive con i propri ministri e veniva chiesta l'opinione di ciascuno prima che il presidente si pronunciasse sulle questioni più importanti. Gallatin e Madison furono particolarmente influenti; detenevano le due posizioni più importanti e funsero da "luogotenenti" chiave di Jefferson.

### Nomine e federalisti
Quando Adams entrò in carica nel 1797, mantenne nei loro incarichi molti dei sostenitori del presidente uscente George Washington; di conseguenza il governo federale subì ben pochi cambiamenti durante questo passaggio di consegne, la prima transizione presidenziale della storia degli Stati Uniti d'America. Con l'elezione di Jefferson nel 1800 vi fu invece un vasto trasferimento di potere tra partiti, non più quindi semplicemente una transizione tra presidenti. Come presidente, Jefferson aveva il potere di nomina per molti incarichi governativi a lungo ricoperti da esponenti del Partito Federalista. Jefferson non acconsentì alle richieste dei suoi colleghi del Partito Democratico-Repubblicano di rimuovere in massa tutti i Federalisti dalle loro cariche, comunque sostenne che fosse suo pieno diritto sostituire gli alti funzionari governativi, compresi i ministri. Sostituì inoltre anche gli incaricati federali di basso rango che avevano dimostrato un comportamento scorretto o partigiano. Il rifiuto del presidente di procedere a una sostituzione completa degli incarichi federali sotto un sistema di spoils system sarebbe stato ripetuto anche dai suoi successori almeno fino alla presidenza di Andrew Jackson nel 1828.

### Nomine giuridiche
Fonti:
| # | Nome                        | Seggio | Stato            | Succeduto a      | Nomina           | Conferma         | Inizio servizio attivo | Termine servizio attivo |
| - | --------------------------- | ------ | ---------------- | ---------------- | ---------------- | ---------------- | ---------------------- | ----------------------- |
| 1 | William Johnson             | 5°     | Carolina del Sud | Alfred Moore     | 22 marzo 1804    | 24 marzo 1804    | 26 marzo 1804          | 4 agosto 1834           |
| 2 | Henry Brockholst Livingston | 1°     | New York         | William Paterson | 13 dicembre 1806 | 17 dicembre 1806 | 10 novembre 1806       | 18 marzo 1823           |
| 3 | Thomas Todd                 | 6°     | Virginia         | Carica istituita | 28 febbraio 1807 | 2 marzo 1807     | 3 marzo 1807           | 7 febbraio 1826         |

Il presidente nominò tre giudici alla Corte Suprema. La prima nomina fu per sostituire Alfred Moore, dimessosi. Determinato a nominare un esponente del Partito Democratico-Repubblicano proveniente da uno degli Stati federati non ancora rappresentati Jefferson selezionò William Johnson, un giovane avvocato che in precedenza aveva prestato servizio come giudice d'appello nella Carolina del Sud. Dopo la morte di William Paterson avvenuta nel 1806 il presidente chiamò a succedergli Henry Brockholst Livingston, un giudice della Corte suprema dello Stato di New York; dopo che il Congresso aggiunse un ulteriore seggio alla massima Corte con il Seventh Circuit Act of 1807, Jefferson chiese ai singoli parlamentari le loro raccomandazioni su come riempire il posto vacante. Il deputato del Tennessee alla Camera dei rappresentanti George Washington Campbell emerse come la scelta più popolare al Congresso, ma Jefferson non volle scegliere un deputato in carica. Nominò invece Thomas Todd, classificatosi secondo in popolarità, che era stato capo della Corte d'appello del Kentucky.
Il presidente sperava che le sue nomine avrebbero indebolito l'influenza del Partito Federalista sulla Corte suprema guidata dal presidente John Marshall; ma, con la parziale eccezione di Johnson, le sue nomine tesero invero a sostenere le decisioni di Marshall.
| # | Nome                       | Circuito              | Nomina           | Conferma         | Inizio servizio attivo | Termine servizio attivo |
| - | -------------------------- | --------------------- | ---------------- | ---------------- | ---------------------- | ----------------------- |
| 1 | William Kilty              | Distretto di Columbia | 6 gennaio 1802   | 26 gennaio 1802  | 23 marzo 1801          | 27 gennaio 1806         |
| 2 | Henry Potter               | 5°                    | 6 gennaio 1802   | 26 gennaio 1802  | 9 maggio 1801          | 7 aprile 1802           |
| 3 | Dominic Augustin Hall      | 5°                    | 6 gennaio 1802   | 26 gennaio 1802  | 1º luglio 1801         | 1º luglio 1802          |
| 4 | Edward Harris              | 5°                    | 27 aprile 1802   | 29 aprile 1802   | 3 maggio 1802          | 1º luglio 1802          |
| 5 | Nicholas Battalle Fitzhugh | Distretto di Columbia | 21 novembre 1803 | 25 novembre 1803 | 25 novembre 1803       | 31 dicembre 1814        |
| 6 | William Cranch             | Distretto di Columbia | 21 febbraio 1806 | 24 febbraio 1806 | 24 febbraio 1806       | 1º settembre 1855       |
| 7 | Allen Bowie Duckett        | Distretto di Columbia | 28 febbraio 1806 | 3 marzo 1806     | 17 marzo 1806          | 19 luglio 1809          |

Jefferson elesse infine anche sette magistrati del circuito giudiziario e nove giudici distrettuali.
| # | Nome                       | Corte                               | Nomina           | Conferma         | Inizio servizio attivo | Termine servizio attivo |
| - | -------------------------- | ----------------------------------- | ---------------- | ---------------- | ---------------------- | ----------------------- |
| 1 | David Leonard Barnes       | Rhode Island                        | 6 gennaio 1802   | 26 gennaio 1802  | 30 aprile 1801         | 3 novembre 1812         |
| 2 | William Stephens           | Georgia                             | 6 gennaio 1802   | 26 gennaio 1802  | 22 ottobre 1801        | 13 ottobre 1818         |
| 3 | Henry Potter               | Carolina del Nord                   | 6 aprile 1802    | 7 aprile 1802    | 7 aprile 1802          | 20 dicembre 1857        |
| 4 | Charles Willing Byrd       | Ohio                                | 1º marzo 1803    | 3 marzo 1803     | 3 marzo 1803           | 25 agosto 1828          |
| 5 | John Samuel Sherburne      | New Hampshire                       | 22 marzo 1804    | 24 marzo 1804    | 26 marzo 1804          | 2 agosto 1830           |
| 6 | Dominic Augustin Hall      | Distretto del territorio di Orleans | 30 novembre 1804 | 30 novembre 1804 | 11 dicembre 1804       | 30 aprile 1812          |
| 7 | Matthias Burnett Tallmadge | New York                            | 20 dicembre 1805 | 23 dicembre 1805 | 12 giugno 1805         | 9 aprile 1814           |
| 8 | Pierpont Edwards           | Connecticut                         | 21 febbraio 1806 | 24 febbraio 1806 | 24 febbraio 1806       | 5 aprile 1826           |
| 9 | James Houston              | Maryland                            | 19 aprile 1806   | 21 aprile 1806   | 21 aprile 1806         | 8 giugno 1819           |

Negli ultimi giorni della sua presidenza Adams aveva nominato numerosi giudici federali per poter ricoprire gli incarichi creati dalla legge Midnight Judges Act del 1801; i Repubblicani-Democratici furono indignati dalla nomina di questi "giudici di mezzanotte", quasi tutti schierati politicamente. Jefferson e i suoi alleati cercarono di rovesciare il provvedimento, in parte perché non credevano che i nuovi incarichi giudiziari fossero necessari e in parte per indebolire l'influenza degli avversari sui tribunali. I Federalisti si opposero a questo piano sostenendo che il Congresso non aveva il potere di abolirle in quanto già occupate; alla fine, nonostante queste obiezioni, i Repubblicani-Democratici approvarono una nuova Judiciary Act l'anno seguente, che in gran parte ripristinò la struttura esistente prima del 1801.
La presidenza Jefferson si rifiutò inoltre di consegnare le relative commissioni ad alcuni degli incaricati che avevano già ottenuto la conferma dal Senato, ma che non avevano ancora assunto formalmente la carica; uno di essi, William Marbury, citò in giudizio il segretario di Stato James Madison per costringerlo a consegnargliela. Nel caso Marbury contro Madison del 1803 la Corte Suprema sentenziò contro il primo, ma stabilì anche il precedente della revisione giudiziaria, rafforzando in tal maniera il potere giudiziario federale.
I Repubblicani-Democratici, scontenti per la predominanza federalista nell'apparato giudiziario anche dopo l'approvazione del Judicial Act, chiesero l'impeachment contro John Pickering e il giudice associato della Corte Suprema Samuel Chase. I membri del Congresso federalista vi si opposero fortemente, criticandoli come attacchi all'indipendenza della magistratura. Pickering, che spesso presiedeva i casi da ubriaco, venne condannato nel 1804; l'azione contro Chase si rivelò invece più difficile. Mentre si trovava in servizio questi aveva espresso frequentemente tutto il suo scetticismo sulla democrazia, prevedendo che la nazione sarebbe "sprofondata nell'oclocrazia", ma non si era dimostrato incompetente nello stesso modo del collega. Diversi senatori seguaci di Jefferson si unirono quindi ai Federalisti per opporsi alla sua rimozione, tanto che Chase rimase sul proprio seggio fino alla morte avvenuta nel 1811.
Sebbene i Federalisti non avrebbero mai riguadagnato il potere politico che avevano tenuto durante gli anni 1790, la cosiddetta "Corte Marshall" continuò a riflettere quegli ideali fino alla metà degli anni 1830.

### Dodicesimo emendamento
Per ovviare al voto di parità tra lo stesso Jefferson e Burr al Collegio elettorale in occasione delle elezioni presidenziali del 1800, il Congresso approvò un emendamento alla Costituzione che previde modifiche alla procedura per l'elezione del presidente e del suo vicepresidente, sottoponendolo ai parlamenti dei singoli Stati per la ratifica nel dicembre 1803. Il XII emendamento fu ratificato dal numero richiesto di Stati federati (cioè 13) nel giugno 1804.

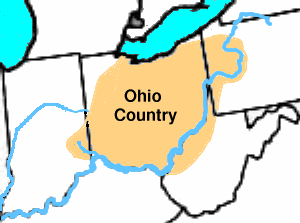
Il nuovo stato dell'Ohio.

### Nuovi Stati ammessi nell'Unione
- Ohio

Un nuovo Stato, l'Ohio, venne ammesso nell'Unione mentre Jefferson era in carica. La data esatta è dibattuta; il 30 aprile 1802 il 7º Congresso approvò una legge "che autorizzava gli abitanti dell'Ohio a redigere una Costituzione e a formare un governo statale per la sua successiva ammissione nell'Unione". Il 19 febbraio successivo fu promulgata un'ulteriore legge che prevedeva "l'esecuzione delle leggi degli Stati Uniti nello Stato dell'Ohio". Non pare tuttavia che sia mai stata fissata una data formale per l'avvio della sovranità; la data ufficiale non fu stabilita fino al 1953, quando l'83º Congresso approvò una risoluzione congiunta che la designò nel 1º marzo 1803. Si trattò del primo Stato creato a partire dal Territorio del nord-ovest.

## Affari interni

### Democrazia jeffersoniana
Dopo la rivoluzione americana molti Federalisti sperarono che il sistema sociale sarebbe rimasto sostanzialmente uguale a quello durante l'era delle Tredici colonie, ma Jefferson si dimostrò deciso a cambiarlo; la sua filosofia politica fu denominata in seguito dagli storici democrazia jeffersoniana, caratterizzata dalla fede nel ruralismo dei possidenti del Sud e da rigidi limiti d'azione per il governo federale. In un mondo in cui ben pochi credevano nella democrazia e nell'egualitarismo, la visione di Jefferson dell'uguaglianza politica per gli uomini bianchi si distingueva da quella di molti tra gli altri padri fondatori degli Stati Uniti i quali per lo più erano convinti che i ricchi e i potenti avevano il compito di guidare la nazione.
Sotto la pressione dei suoi Democratici-Repubblicani, gli Stati federati accolsero sempre più l'idea del suffragio universale dei maschi bianchi adulti, eliminando i requisiti del possesso di proprietà. L'espansione del diritto di voto e la mobilitazione della "gente comune" fecero sì che anche chi non apparteneva alle classi più elevate aveva la possibilità di accedere a incarichi istituzionali, in special modo negli Stati Uniti d'America nord-orientali.
Prima del 1790, fare campagna elettorale era considerato "un'interferenza" sul diritto di ogni cittadino di pensare e votare in modo indipendente; elezioni senza concorrenza per incarichi pubblici vedevano l'affluenza degli aventi diritto spesso bassa, a volte inferiore al 5% degli aventi diritto. Con l'avvento del sistema bipartitico molte regioni videro la partecipazione degli elettori salire fino al 20% nel decennio 1790 e all'80% durante la presidenza Jefferson. Lo storico Wood scrive che "secondo gli standard dell'inizio del XIX secolo l'America possedeva la politica basata su elezioni più diffusa popolarmente al mondo".
L'egualitarismo dell'epoca si estese anche oltre il diritto di voto, poiché la pratica della servitù debitoria diminuì e le tradizionali gerarchie in materia di occupazione e istruzione cominciarono a essere messe in discussione; in coerenza con la sua fede nell'egualitarismo il presidente ruppe con molti dei precedenti stabiliti dalla presidenza di George Washington prima e dalla presidenza di John Adams poi. Jefferson prese a ricevere i visitatori senza tenere conto dello status sociale, pose fine alla consuetudine di tenere discorsi al Congresso di persona ed infine impose un cerimoniale meno formale agli eventi alla Casa Bianca.
In reazione all'espansione del corpo elettorale, anche i Federalisti iniziarono ad adottare tecniche di partito, come strutture locali di partito, giornali e associazioni amiche. I Federalisti accettarono pacificamente il passaggio di potere verso i Democratici-Repubblicani nel 1800, ma la maggior parte dei suoi esponenti principali sperava che fosse un'anomalia temporanea; in molti mantennero i loro incarichi statali o locali, anche se due personalità come John Jay e Charles Cotesworth Pinckney si ritirarono a vita privata. Condividendo i timori di altri giovani ambiziosi federalisti John Quincy Adams osservò che il Partito Federalista fu "completamente e irrevocabilmente abbandonato [...] non potrà né sarà mai più riportato in vita". Nel corso della presidenza di Jefferson la predizione di Adams si dimostrò accurata; i Federalisti faticarono a essere competitivi al di fuori dalla Nuova Inghilterra.

### Politica economica
Gran parte delle prime azioni di Jefferson fu dedicato a disfare quello che i Federalisti avevano realizzato negli anni 1790; subito dopo essere entrato in carica abrogò le disposizioni degli Alien and Sedition Acts e concesse la grazia a tutte e dieci le persone perseguite in base ad essi. Cominciò quindi anche a smantellare il sistema economico di Hamilton, con l'aiuto del segretario al tesoro Albert Gallatin. La presidenza Jefferson eliminò l'accisa sul whisky e altre imposte, dopo aver chiuso "uffici non necessari" e ridotto "costi e finanziamenti inutili". Dopo l'abrogazione di queste tasse oltre il 90% delle entrate federali provenivano esclusivamente dai dazi sull'importazione; nonostante Jefferson fosse dapprima contrario all'istituzione di una banca nazionale, Gallatin lo persuase a mantenere operativa la prima banca degli Stati Uniti d'America. Con l'abolizione del programma federalista molti statunitensi ebbero così ben pochi contatti diretti con le istituzioni federali, ad eccezione dell'servizio postale.
L'obiettivo ultimo di Jefferson era di estinguere il debito nazionale, che riteneva essere intrinsecamente pericoloso ed immorale; sebbene Gallatin e Jefferson non avessero trovato tanto spreco quanto si aspettavano nel governo lasciato dai Federalisti, i loro tagli e le condizioni economiche favorevoli che persistettero per gran parte della presidenza permisero loro di avere eccedenze di bilancio. Jefferson ridusse anche le unità dell'esercito federale e della marina militare, ritenendole sostanzialmente non necessarie in tempo di pace. Trasformò la marina in una flotta composta da cannoniere poco costose adibite solo alla difesa, con l'idea che non avrebbero provocato ostilità all'estero. La sua presidenza licenziò numerosi soldati, lasciando l'esercito con soli 3.350 tra ufficiali e soldati arruolati. Alla fine dei suoi due termini Jefferson aveva abbassato il debito nazionale, portandolo da 83 milioni a 57 milioni di dollari. Nel 1806, credendo che il paese avrebbe presto estinto il debito nazionale, il presidente propose di espandere l'esercito e di approvare un emendamento costituzionale per consentire esplicitamente al Congresso di stanziare fondi per opere pubbliche e istruzione, ma queste proposte non furono votate. Quello stesso anno il Congresso autorizzò invece la costruzione della National Road, una strada che avrebbe collegato la costa orientale a Saint Louis, la cui costruzione però iniziò solo nel 1811.

### Controversia Yazoo
All'inizio del XIX secolo gran parte della zona di frontiera degli Stati Uniti a ovest era soggetta alle rivendicazioni concorrenti dei coloni, degli speculatori terrieri e dei nativi americani. Le terre Yazoo della Georgia occidentale divennero una delle questioni più spinose. In quello che divenne noto come lo "scandalo dello Yazoo" lo Stato della Georgia aveva compiuto una massiccia truffa vendendo ampie distese di terra per poi approvare leggi retroattive che annullavano le assegnazioni. Con il patto siglato nel 1802 il governo federale acquistò la Georgia occidentale (gli odierni Alabama e Mississippi), accettò di impegnarsi nella risoluzione di tutte le pregresse rivendicazioni dei nativi presenti da sempre nella regione ed anche di quelle di coloro che si erano ritrovati defraudati nello scandalo. Nel 1804 Jefferson tentò di risarcire i truffati concedendo alcune delle terre acquisite attraverso l'accordo del 1802, ma il deputato al Congresso John Randolph riuscì a mobilitare l'opposizione alla proposta, criticandola come un cedimento agli speculatori. L'incidente segnò l'inizio della presenza di correnti interne al Partito Democratico-Repubblicano, rivelatasi problematica sia per Jefferson sia per il suo successore James Madison, in quanto il gruppo denominato "tertium quids" di Randolph criticava liberamente i presidenti del loro stesso partito. Le polemiche sulle terre Yazoo continuarono fino al 1814, quando il Congresso accettò infine di rimborsare i danneggiati.

### Spedizioni esplorative

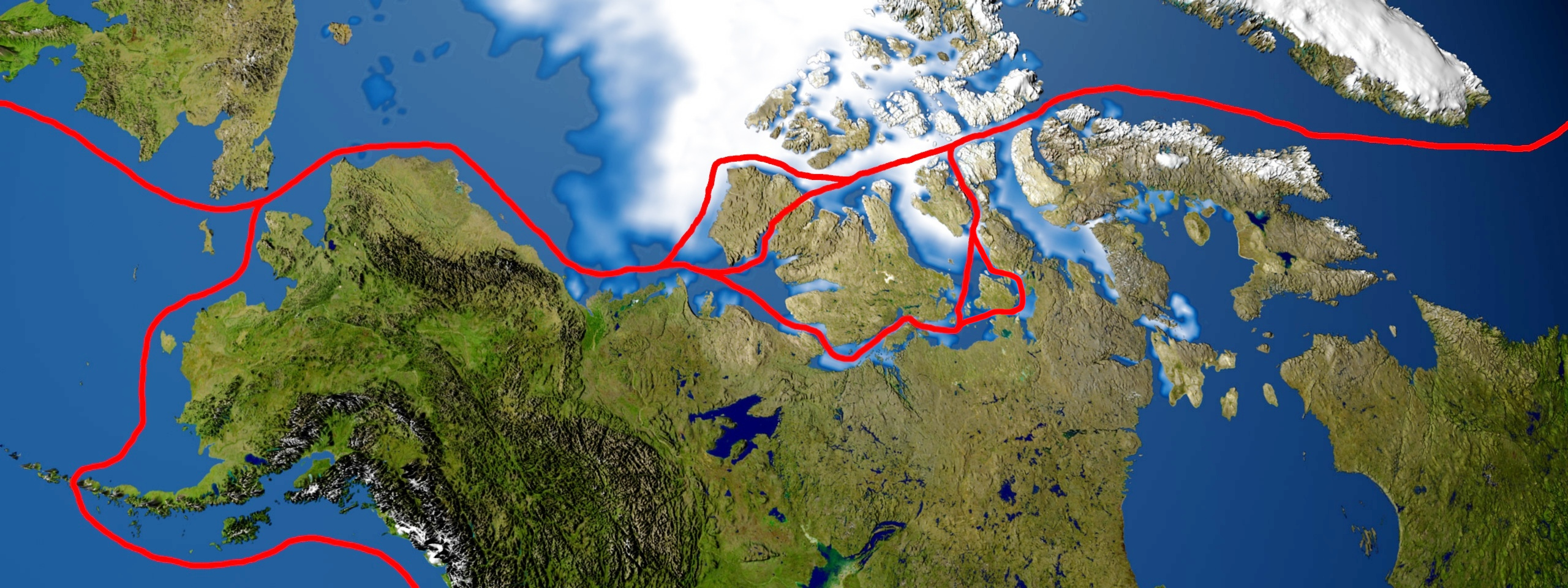
Il passaggio a nord-ovest.

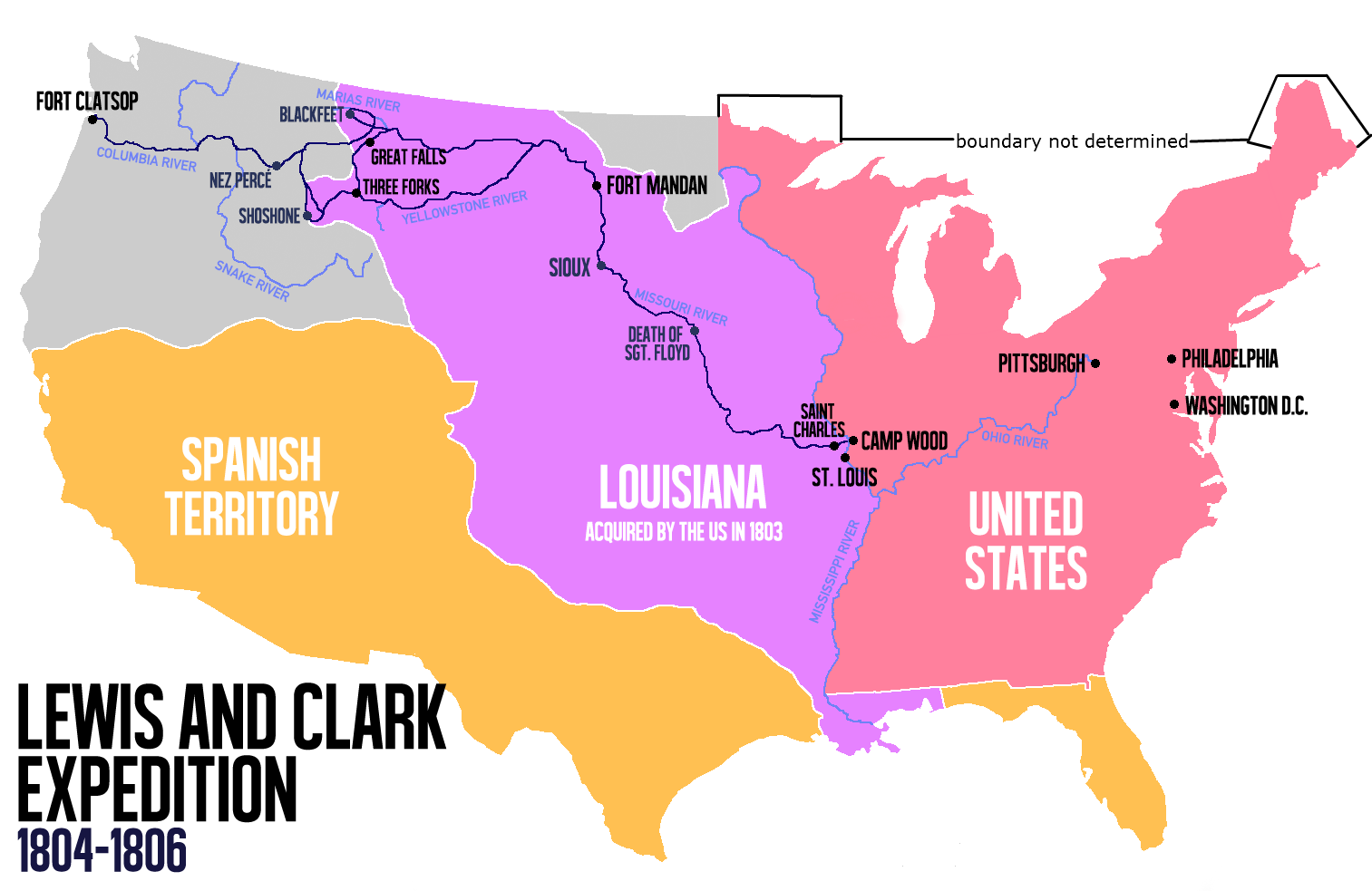
La rotta della spedizione di Lewis e Clark.

Ancor prima dell'acquisto della Louisiana avvenuto nel 1803, la presidenza Jefferson aveva cominciato a pianificare una spedizione esplorativa dei territori ad Ovest del fiume Mississippi. Jefferson considerò sempre molto importante per i nuovi Stati Uniti rivendicare la "scoperta" dell'Oregon Country, documentando e stabilendovi una presenza colonica prima che gli europei (nello specifico l'impero britannico e l'impero russo) potessero fare altrettanto. Il presidente sperava anche che la prevista spedizione avrebbe finito con lo scoprire il tanto ricercato passaggio a nord-ovest verso l'Oceano Pacifico, il che avrebbe notevolmente promosso gli affari e i trattati commerciali a favore della nazione. Nel 1804 nominò quindi il proprio segretario personale Meriwether Lewis e William Clark a capo di una spedizione che si dirigesse a Occidente, chiamata Corps of Discovery. Jefferson scelse Lewis come capo della spedizione piuttosto che qualcuno con migliori credenziali scientifiche a causa della sua riconosciuta esperienza militare nelle zone boschive e della sua "familiarità con i modi e il carattere indiani". Il presidente possedeva la più vasta collezione di libri al mondo sulla geografia e la storia naturale dell'America settentrionale e prima della spedizione insegnò a Lewis le scienze della mappatura, della botanica, della storia naturale, della mineralogia, dell'astronomia e dell'arte della navigazione.
Nel maggio del 1804 il "Corpo della scoperta" composto da circa 40 uomini si mise in marcia partendo da Saint Louis viaggiando lungo il corso del fiume Missouri. Guidati da Sacajawea e da diverse tribù native incontrate dalla spedizione lungo il percorso, viaggiando sul fiume Columbia giunse alla costa dell'Oceano Pacifico nel novembre 1805. Dopo il gelo invernale, la spedizione iniziò il viaggio di ritorno il 22 marzo 1806 per giungere alla base di partenza il 23 settembre, portando una notevole conoscenza scientifica e geografica del vasto territorio fino ad allora del tutto sconosciuto e raccogliendo inoltre informazioni sulle molte tribù indiane incontrate. Due mesi dopo il presidente rilasciò la sua prima dichiarazione pubblica al Congresso riassumendo in un'unica frase il pieno successo ottenuto e giustificando poi le spese sostenute. Molte delle nuove scoperte furono date in custodia all'American Philosophical Society, tra cui fossili, semi, piante e altri reperti. Nel 1808 l'uomo d'affari John Jacob Astor I fondò una compagnia di compravendita transcontinentale per il commercio delle pellicce e tre anni più tardi contribuì alla fondazione di Fort Astoria, l'odierna Astoria (Oregon), il primo insediamento statunitense sulla costa ovest.

Localizzazione dell'odierna Astoria, all'estremità settentrionale dell'Oregon.

Oltre alla spedizione di Lewis e Clark, Jefferson organizzò anche altre spedizioni dirette a ovest, alcune delle quali attraversarono i territori spagnoli. Williiam Dunbar e George Hunter guidarono una spedizione sul fiume Ouachita, Thomas Freeman e Peter Custis quella del Red River, Zebulon Pike quella che porta il suo nome arrivando nelle Montagne Rocciose e di qui negli Stati Uniti sud-occidentali. Tutte le spedizioni esplorative inviate durante la presidenza Jefferson produssero una ricca messe d'informazioni relative alla zona di frontiera.

### Accademia militare nazionale
Il presidente sentì fortemente la necessità d'istituire un'accademia militare nazionale in grado di formare un competente corpo di ufficiali ingegneri che avrebbe potuto fare a meno di ricorrere all'esterno per le competenze scientifiche necessarie. Un'apposita accademia avrebbe anche aiutato a sostituire molti degli ufficiali federalisti che Jefferson aveva licenziato all'inizio del mandato. Il presidente promulgò la legge detta Military Peace Establishment Act il 16 marzo 1802, fondando in tal modo l'Accademia nazionale di West Point.

## Politica estera

### Prima guerra barbaresca
Nei decenni prima dell'entrata in carica di Jefferson i pirati della costa barbaresca del Nordafrica affacciata sul Mar Mediterraneo (nelle odierne Algeria, Tunisia e Libia) continuarono a abbordare navi mercantili provenienti dall'America, catturando le imbarcazioni, saccheggiando i carichi di valore, facendo schiavi i membri degli equipaggi e chiedendo infine enormi riscatti per la loro liberazione. Prima della guerra d'indipendenza americana le navi mercantili statunitensi avevano la protezione dell'influenza militare della Royal Navy e diplomatica dell'impero britannico, ma essa finì con l'indipendenza. Nel 1794, in risposta alle aggressioni, il Congresso aveva approvato una legge che autorizzava il pagamento di tributi agli Stati barbareschi. Allo stesso tempo fu votata la legge Naval Act che diede il via alla costruzione di sei fregate, che divennero la base della United States Navy.
Durante gli anni 1790 gli Stati Uniti avevano stipulato trattati bilaterali praticamente con tutti gli Stati barbareschi, ma proprio alcune settimane prima che s'insediasse la presidenza Jefferson, a Tripoli furono assaltate navi statunitensi di passaggio nel golfo della Sirte, con l'intento di estorcere denaro. Il presidente era riluttante a lasciarsi coinvolgere in conflitti internazionali, ma credette che una dimostrazione di forza avrebbe potuto scoraggiare gli Stati barbareschi dal chiedere nuovi riscatti. Diede quindi ordine alla nuova marina militare nazionale di dirigersi nel Mar Mediterraneo e avviarvi un'operazione di difesa contro la pirateria, dando così inizio alla prima guerra barbaresca. Gli sforzi iniziali della presidenza Jefferson furono in sostanza inefficaci tanto che nel 1803 la fregata USS Philadelphia venne sequestrata a Tripoli.
Nella notte del 16 febbraio 1804 il tenente Stephen Decatur guidò con pieno successo un distaccamento degli United States Marine Corps in un'incursione al porto di Tripoli riuscendo ad appiccare l'incendio alla Philadelphia. Decatur divenne subito un eroe nazionale. Tunisi e Algeri furono costrette a rompere l'alleanza con Tripoli. Jefferson ordinò anche cinque bombardamenti navali su Tripoli che ristabilirono per un certo periodo la sicurezza delle rotte mediterranee; tuttavia il governo degli Stati Uniti continuò a pagare gli altri Stati barbareschi durante tutto il mandato di Jefferson.
Il bombardamento di Tripoli del 1804 rappresentò il primo intervento militare americano al di fuori del territorio nazionale.

### Acquisto della Louisiana

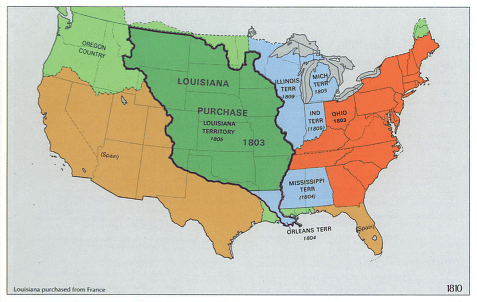
Le aree (in verde scuro) della Louisiana spagnola intorno al 1803. Ad ovest di essa vi era la Comanderia generale delle province interne del Vicereame della Nuova Spagna, a Nord-ovest l'Oregon Country, conteso tra impero britannico, impero spagnolo e impero russo, e a sud-est la Florida spagnola.

Jefferson riteneva che l'espansione verso ovest potesse promuovere la sua visione di una repubblica basata sui piccoli agricoltori, detti yeoman. Quando entrò in carica, pionieri avevano già iniziato ad insediarsi ad ovest del fiume Mississippi, sebbene ancora vaste aree di territorio rimanevano libere o abitate dai nativi americani. Era diffuso nella nazione, soprattutto all'ovest, un desiderio di espansione territoriale, in particolare verso la Louisiana spagnola. Jefferson riteneva che la debolezza dimostrata dall'impero spagnolo nel tenere sotto controllo la regione rendesse la cessione del territorio, agli Stati Uniti o al Regno Unito, solamente una questione di tempo. Le speranze di espansione subirono un colpo quando l'imperatore dei francesi Napoleone Bonaparte ottenne l'acquisizione dell'intera provincia con il trattato di Aranjuez del 1801. Se da una parte le forti pressioni francesi influenzarono gli spagnoli, d'altra parte questi credevano anche che il controllo francese sulla vasta regione della Louisiana avrebbe aiutato a proteggere il Vicereame della Nuova Spagna dalle mire statunitensi.
I sogni di Napoleone di ristabilire un impero coloniale nell'America del Nord minacciavano di riaccendere le tensioni della "Quasi-guerra" recentemente conclusasi, ma la situazione di continua insurrezione a Saint-Domingue con la rivoluzione haitiana in pieno svolgimento e le rinnovate ostilità tra francesi e inglesi in Europa convinsero l'imperatore a rinunciare ai piani colonialistici oltreoceano. Nel 1803 Jefferson inviò i suoi rappresentanti di fiducia James Monroe e l'avvocato Robert R. Livingston nella capitale francese con la speranza di acquistare la città di New Orleans e le aree costiere adiacenti. Con somma sorpresa della delegazione statunitense, Napoleone rese invece subito disponibile l'intero Territorio ad un prezzo totale di 15 milioni di dollari statunitensi; la maggior parte dei contemporanei pensò che si trattasse di un'opportunità eccezionale, mettendo pertanto da parte qualsiasi riserva costituzionale.

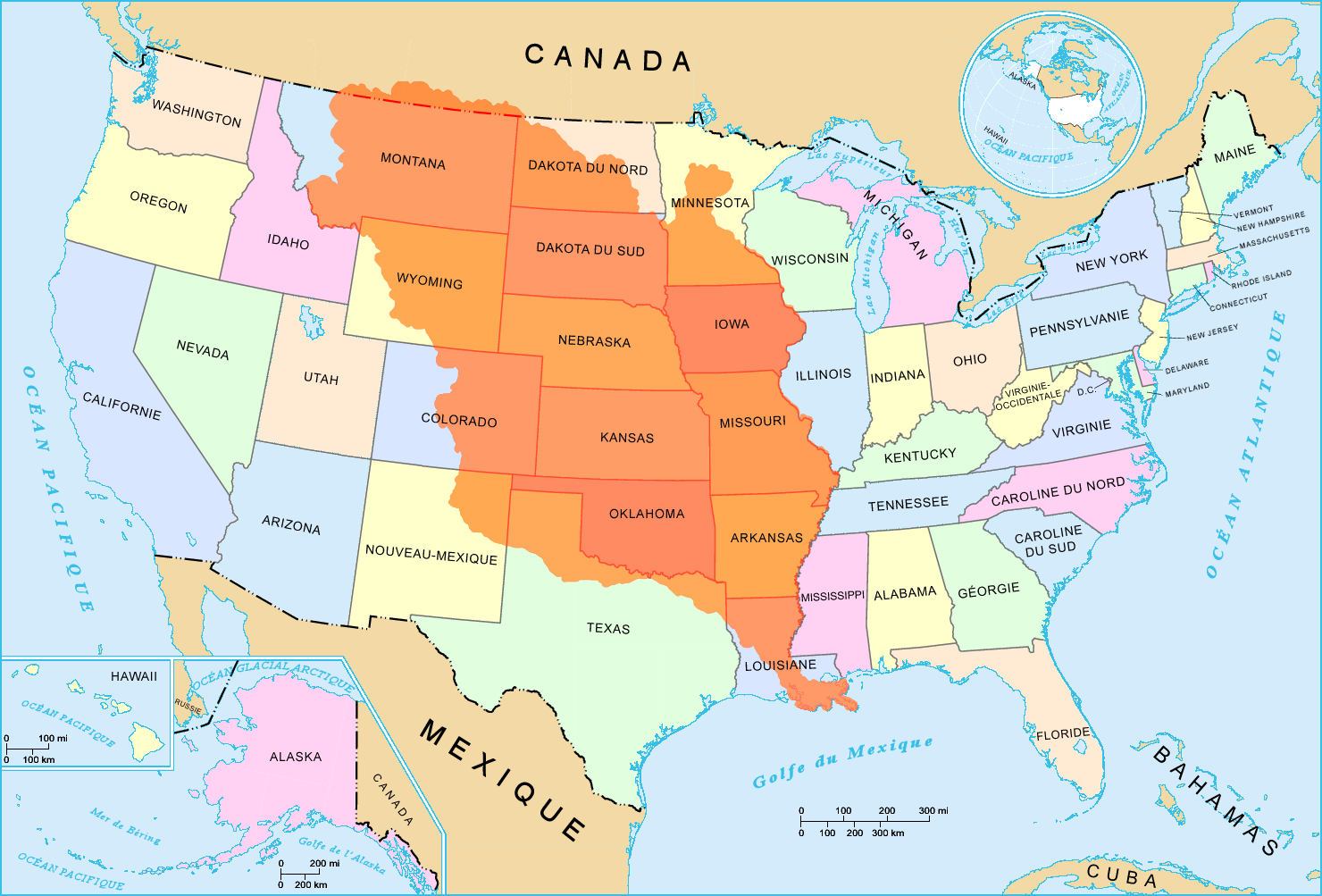
L'acquisto della Louisiana nel 1803 ammontò a 827.987 miglia quadrate (2.144.480 km quadrati), raddoppiando di fatto le dimensioni degli Stati Uniti d'America; è possibile vedere gli attuali Stati federati che la ricoprivano.

Il segretario di Stato James Madison assicurava che l'acquisto fosse lecito anche con la più restrittiva interpretazione della Costituzione; il Senato ratificò rapidamente l'acquisto e la Camera dei rappresentanti autorizzò immediatamente il relativo finanziamento. L'acquisto, conclusosi positivamente nel dicembre del 1803, segnò la fine delle ambizioni francesi nell'America settentrionale ed assicurò il controllo statunitense fino al corso del Mississippi; con questa acquisizione le dimensioni degli Stati Uniti quasi raddoppiarono ed il segretario al tesoro Albert Gallatin si vide costretto a chiedere prestiti alle banche straniere per poter finanziare il pagamento a Napoleone. Sebbene l'acquisto della Louisiana si rivelasse essere molto apprezzato dall'opinione pubblica, alcuni esponenti del Partito Federalista lo criticarono; il deputato Fisher Ames disse: "dobbiamo spendere denaro, di cui scarseggiamo, in cambio di terreno, di cui abbondiamo".

### Cospirazione Burr
Sebbene vicepresidente nel primo mandato di Jefferson, Aaron Burr era stato emarginato dalla presidenza e si candidò come governatore di New York nell'aprile 1804, dove fu sconfitto. Il leader del Partito Federalista Alexander Hamilton aveva osteggiato Burr esprimendo pesanti giudizi su di lui. Ritenendo che questi commenti avessero offeso il suo onore, Burr sfidò Hamilton a duello. L'11 luglio 1804, nel corso del duello, svoltosi a Weehawken nel New Jersey, Burr ferì mortalmente Hamilton. Burr venne per questo incriminato di omicidio sia nello Stato di New York che nel New Jersey (ove il duello era proibito), portandolo a fuggire in Georgia, seppur presiedendo, come vicepresidente, il Senato durante tutto il processo di impeachment contro il giudice associato della Corte suprema Samuel Chase. Le due incriminazioni furono poi "lasciate silenziosamente cadere".
Le ambizioni di Burr per una candidatura autonoma a presidente degli Stati Uniti erano ormai distrutte, ma una relazione dell'ambasciatore britannico negli Stati Uniti citava che Burr aveva l'intenzione di "provocare la separazione della parte più occidentale degli Stati Uniti (all'altezza dei monti Appalachi)". Giunti a novembre 1806, Jefferson si era probabilmente convinto della stessa cosa, dopo che si erano moltiplicate le voci che Burr stesse tramando in vari modi con alcuni degli Stati federati più occidentali con lo scopo di creare una nazione indipendente, o di dare il via ad atti di pirateria verso il Vicereame della Nuova Spagna. Vi furono inoltre segnalazioni su un reclutamento in corso di una sorta di esercito personale di Burr, alla raccolta di armi e alla costruzione d'imbarcazioni atte alla traversata del Golfo del Messico. La città di New Orleans parve particolarmente vulnerabile, ma ad un certo punto il generale statunitense presente sul luogo, James Wilkinson - un agente segreto che faceva il doppio gioco a favore degli spagnoli - decise di abbandonare Burr. Il presidente dichiarò pubblicamente che alcuni cittadini statunitensi stavano complottando con l'intento d'impossessarsi di proprietà spagnole. Sebbene Burr fosse oramai del tutto screditato a livello nazionale, Jefferson temette fortemente per l'unità nazionale stessa. In un rapporto indirizzato al Congresso del gennaio 1807 il presidente dichiarò la colpevolezza di Burr essere "al di là di ogni possibile dubbio". A marzo Burr venne arrestato a New Orleans e processato per alto tradimento dall'Alta corte di Richmond, in Virginia, in tal occasione diretta dal presidente della Corte Suprema John Marshall. Il 13 giugno Jefferson venne citato in giudizio dall'accusato, che chiedeva che fossero resi pubblici documenti che avrebbero favorito la difesa. Jefferson affermò di non provare alcun senso di lealtà nei confronti di Burr e presentò pochi dei documenti richiesti, invocando il "privilegio dell'esecutivo". Il presidente si rifiutò di apparire nell'aula del processo. L'accusa assai debole portò all'assoluzione di Burr, ma la reputazione di questi ne uscì completamente rovinata. Burr morì nel 1836 nella sua residenza privata di Staten Island.

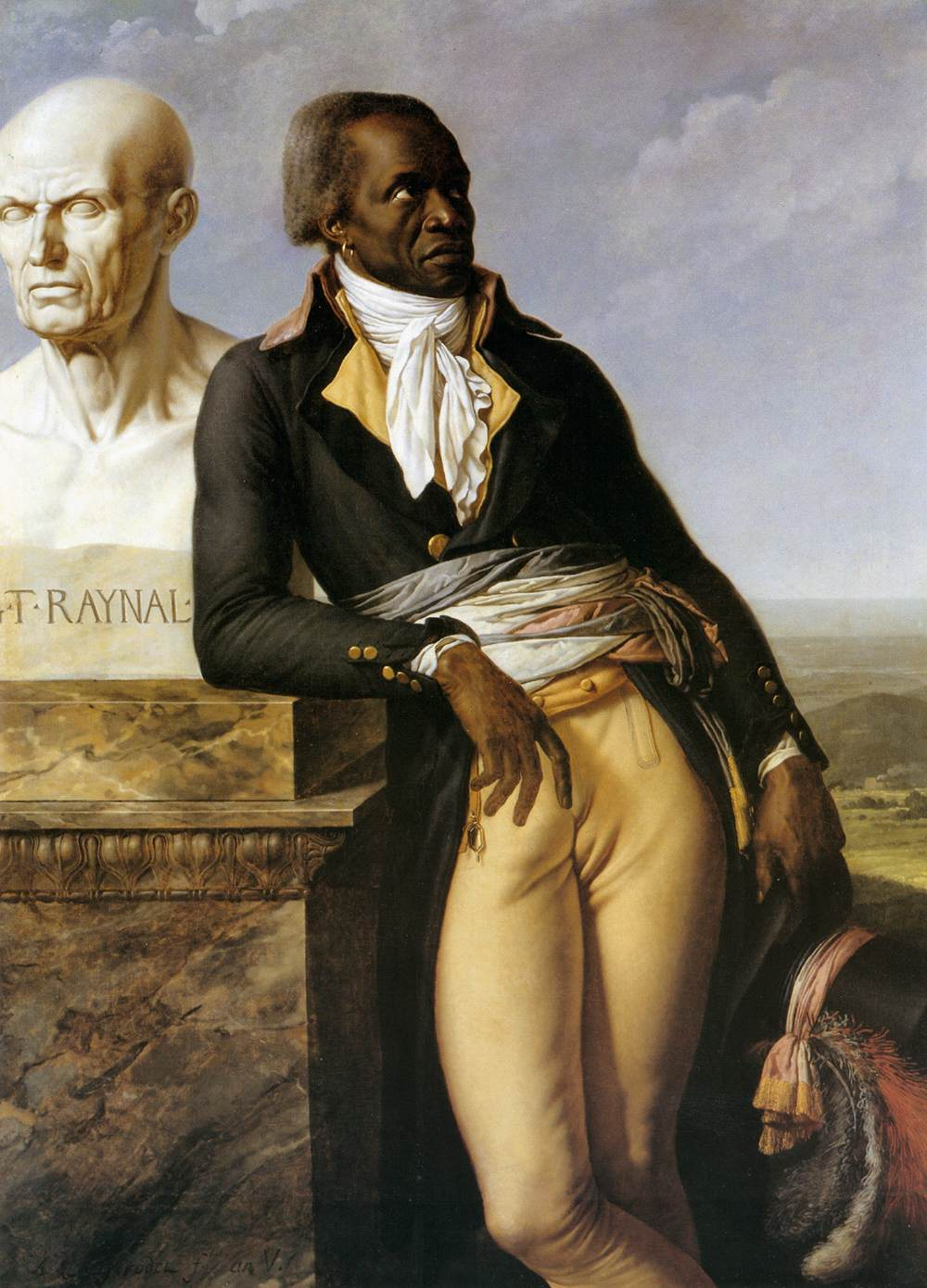
Il deputato haitiano Jean-Baptiste Belley del Consiglio dei Cinquecento in un dipinto di Anne-Louis Girodet de Roussy-Trioson.

### Florida e Haiti: spagnoli e francesi
All'inizio del 1802, quando apprese che Napoleone Bonaparte intendeva riconquistare punti d'appoggio a Saint-Domingue e nella Louisiana francese, Jefferson proclamò la neutralità statunitense nella rivoluzione haitiana; venne permesso che il contrabbando di guerra "continuasse a fluire verso i neri ribelli attraverso i soliti canali commerciali e la presidenza respinse ripetutamente le richieste francesi di assistenza, crediti o prestiti". "Le implicazioni commerciali e geopolitiche" superarono le preoccupazioni di Jefferson verso una nuova nazione guidata da schiavi ribelli. Quando i rivoluzionari haitiani dichiararono l'indipendenza nel 1804, il presidente rifiutò di riconoscere Haiti; sarebbe stata la seconda repubblica indipendente dell'America; in parte sperò in tal maniera di ottenere il sostegno di Napoleone per l'acquisizione della Florida spagnola. I proprietari di schiavi sudisti erano terrorizzati di fronte alle notizie di avvenuti massacri di proprietari di piantagioni bianchi da parte dei neri, sia durante che dopo l'esplosione della ribellione; il Congresso, dominato dai rappresentanti schiavisti del Sud, rimase perciò "ostile verso Haiti". Temevano che un successo della rivoluzione haitiana avrebbe incoraggiato sommosse nel Sud schiavista. Lo storico Tim Matthewson nota che Jefferson alla fine "accettò la linea politica del Sud, l'embargo del commercio con l'isola, il mancato riconoscimento del nuovo Stato, l'attiva difesa dello schiavismo internamente e la denigrazione di Haiti all'estero". Secondo lo storico George Herring "la diplomazia della Florida rivela Jefferson al suo livello peggiore; la sua brama di conquista di nuovi territori prevalse sulla preoccupazione per i principi".

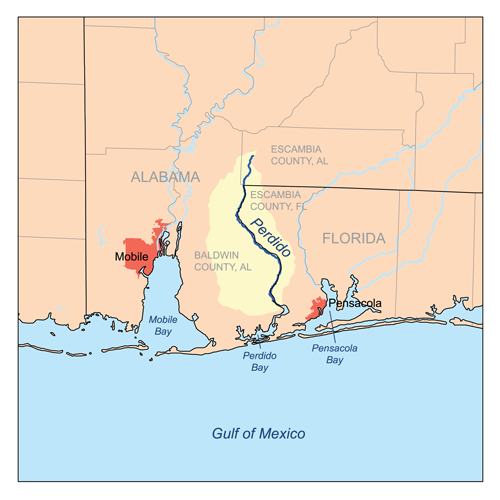
Localizzazione del fiume Perdido al confine tra la Florida e l'Alabama.

Il rifiuto di riconoscere Haiti produsse pochi risultati nel tentativo di acquisire sia la Florida orientale che la Florida occidentale, che continuavano a rimanere sotto il controllo spagnolo. Jefferson sostenne che l'acquisto della Louisiana si era esteso a ovest fino al fiume Rio Grande ed aveva quindi incluso anche la Florida occidentale fino al fiume Perdido. Sperò di utilizzare questa pretesa, insieme alla pressione francese, per costringere gli spagnoli a vendere l'intera penisola della Florida. Nel 1806 riuscì ad ottenere l'approvazione da parte del Congresso di uno stanziamento di due milioni di dollari da usare nelle trattative di compravendita; a questo punto i maggiori fautori dell'espansionismo volevano autorizzare Jefferson ad annettere l'intero territorio canadese, anche con la forza. In quest'ultimo caso però, a differenza di quello della Louisiana, le dinamiche della politica europea lavorarono chiaramente contro Jefferson; Napoleone aveva difatti tentato di allearsi con gli Stati Uniti contro gli spagnoli per ottenere qualcosa, ma a partire dal 1805 la Spagna era divenuta una sua alleata. Gli spagnoli da parte loro non avevano desiderio di cedere la Florida, strategica nel contenere l'espansione degli Stati Uniti. La rivelazione sul tentativo di corruzione da parte del presidente con i francesi, per ottenerne l'appoggio, provocò indignazione e indebolì l'operato Jefferson nella questione; questi si vide quindi costretto ad abbandonare l'idea di acquistare la Florida.

### Relazioni con i nativi americani: impero britannico
In linea con il suo pensiero illuminista, Jefferson adottò una politica di assimilazione culturale nei confronti dei nativi americani, nota come "programma di civilizzazione", che includeva la sicurezza e la pace alla frontiera occidentale dei nuovi Stati Uniti, la stipulazione di trattati con i nativi americani e il sostegno all'agricoltura. Jefferson sostenne che le tribù indiane dovessero effettuare acquisti federali a credito, usando le loro terre come garanzia. Svariate tribù accettarono, compresi gli Shawnee guidati da "Black Hoof" Catecahassa, il popolo Creek e i Cherokee. Tuttavia Jefferson sognava una nazione transcontinentale, e inoltre divenne sempre più scettico sul tentativo di assimilazione; nel corso della sua presidenza diede sempre più priorità alla colonizzazione bianca dei territori occidentali rispetto all'assimilazione pacifica.

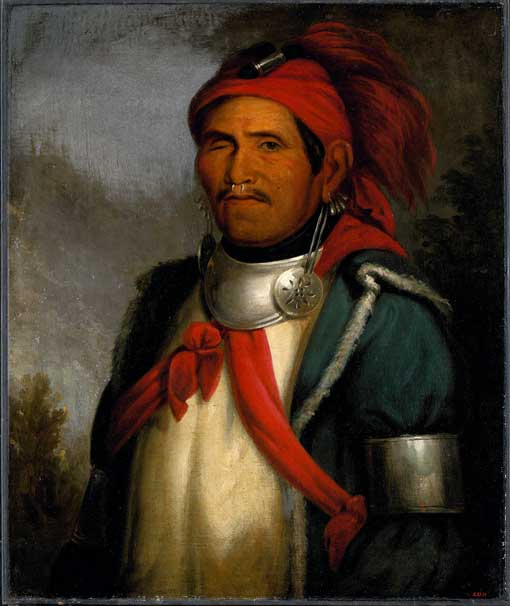
il "Profeta" degli Shawnee Tenskwatawa.

All'inizio del mandato di Jefferson, il capo Shawnee Tecumseh e suo fratello Tenskwatawa stavano compiendo una serie di incursioni contro gli insediamenti colonici nella valle dell'Ohio, utilizzando munizioni fornite da commercianti britannici nel Canada. Nel tentativo di formare una Confederazione indiana nel Territorio del nord-ovest, i due fratelli furono una continua fonte di frustrazione e pericolo per i coloni statunitensi. Le nazioni indiane seguirono Tenskwatawa, che aveva una visione di purificazione della società attraverso l'espulsione forzata dei coloni bianchi, i "figli dello Spirito Malvagio". Il successo dei nativi diede ai britannici la speranza di creare una nazione satellite indiana in ampie porzioni del territorio dell'America settentrionale. La prosecuzione serrata di tali incursioni divenne presto una delle principali cause della successiva guerra anglo-americana scoppiata nel 1812.

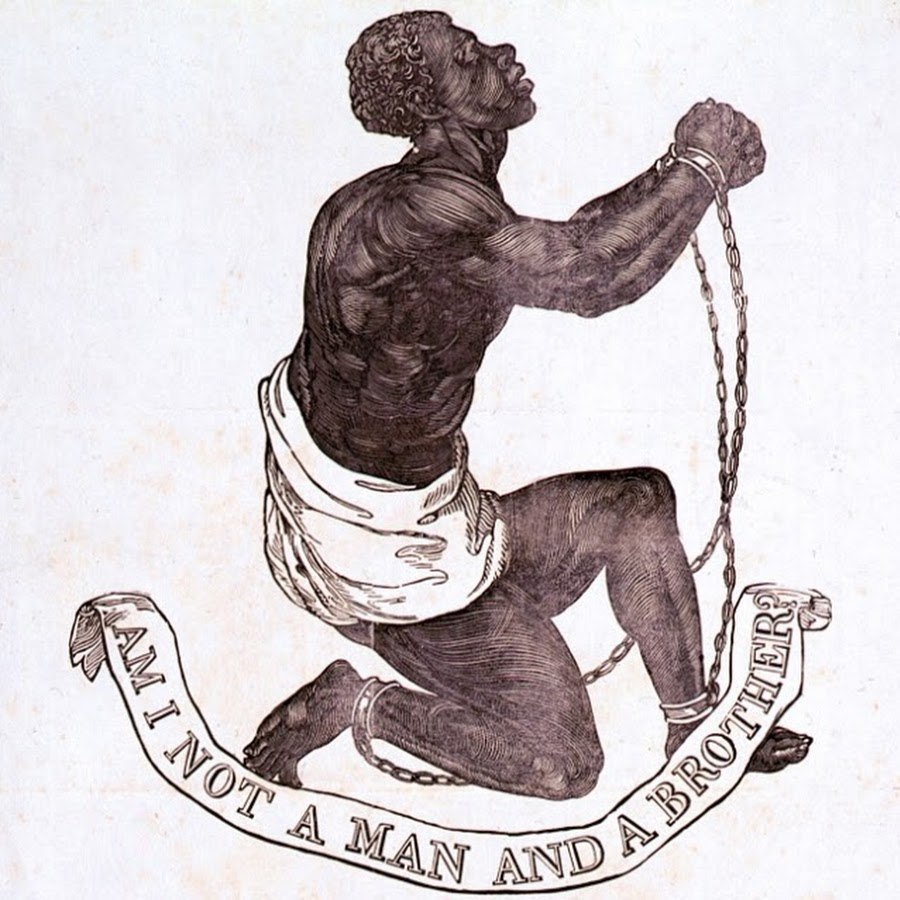
Medaglione ufficiale dell'Anti-Slavery Society, 1795.

### Abolizione della tratta degli schiavi
Nel corso del decennio 1790 molte personalità antischiaviste erano giunte a credere che la schiavitù sarebbe scomparsa in un tempo ragionevole. Queste speranze si basavano in parte sull'entusiasmo per l'abolizione della schiavitù in tutti gli Stati federati della Nuova Inghilterra e inoltre sul declino dell'importazione di schiavi nel Sud. La Costituzione degli Stati Uniti conteneva una disposizione che impediva al Congresso di votare una legge che vietasse l'importazione di schiavi fino al 1808. Negli anni precedenti alla presidenza Jefferson il timore crescente di possibili ribellioni di schiavi fece calare di molto l'entusiasmo nei riguardi dell'abolizione in tutto il Sud; molti Stati anzi iniziarono ad adottare "Codici neri", insiemi di leggi progettati per regolamentare il comportamento degli afroamericani liberi. Durante il suo mandato Jefferson rimase deluso dal fatto che la generazione più giovane non faceva nulla per abolire la schiavitù; evitò di occuparsi della questione fino al 1806, quando riuscì a convincere il Congresso a bloccare l'importazione straniera di schiavi nel Territorio della Louisiana appena acquistato.
In previsione della fine, nel 1808, del divieto costituzionale ventennale di proibire l'importazione di schiavi, nel dicembre 1806, nel suo rituale messaggio presidenziale di fine anno al Congresso, Jefferson richiese una legge che la proibisse. Denunciò il commercio di schiavi come la perpetrazione di una serie di "violazioni dei diritti umani che sono state così a lungo protratte sugli abitanti inoffensivi dell'Africa e che la moralità, la reputazione e gli interessi migliori del nostro paese sono da tempo desiderosi di proscrivere". Il presidente promulgò la legge ed il commercio internazionale degli schiavi africani divenne illegale a partire dal gennaio 1808. Fino ad allora si importavano mediamente 14.000 schiavi all'anno; il contrabbando illegale proseguì ancora per decenni al ritmo di circa un migliaio di schiavi all'anno. Secondo l'opinione dello storico John Chester Miller: "I due principali risultati della presidenza di Jefferson sono stati l'acquisto della Louisiana e l'abolizione della tratta degli schiavi".

### Relazioni con le potenze europee e Embargo Act
Il commercio internazionale statunitense si espanse grandemente dopo le guerre rivoluzionarie francesi a partire dai primi anni 1790, in larga parte perché i suoi mercantili furono autorizzati a fungere da vettori neutrali dalle potenze europee. I britannici cercavano di ridurre i rapporti commerciali con la Francia, essi tuttavia tollerarono gli scambi degli Stati Uniti con la Francia continentale e le sue colonie, dopo la firma del trattato di Jay nel 1794. Il presidente era a favore di una politica di neutralità nelle guerre europee e si impegnò fortemente nel sostegno del principio della "libertà di navigazione" per tutte le navi neutrali.

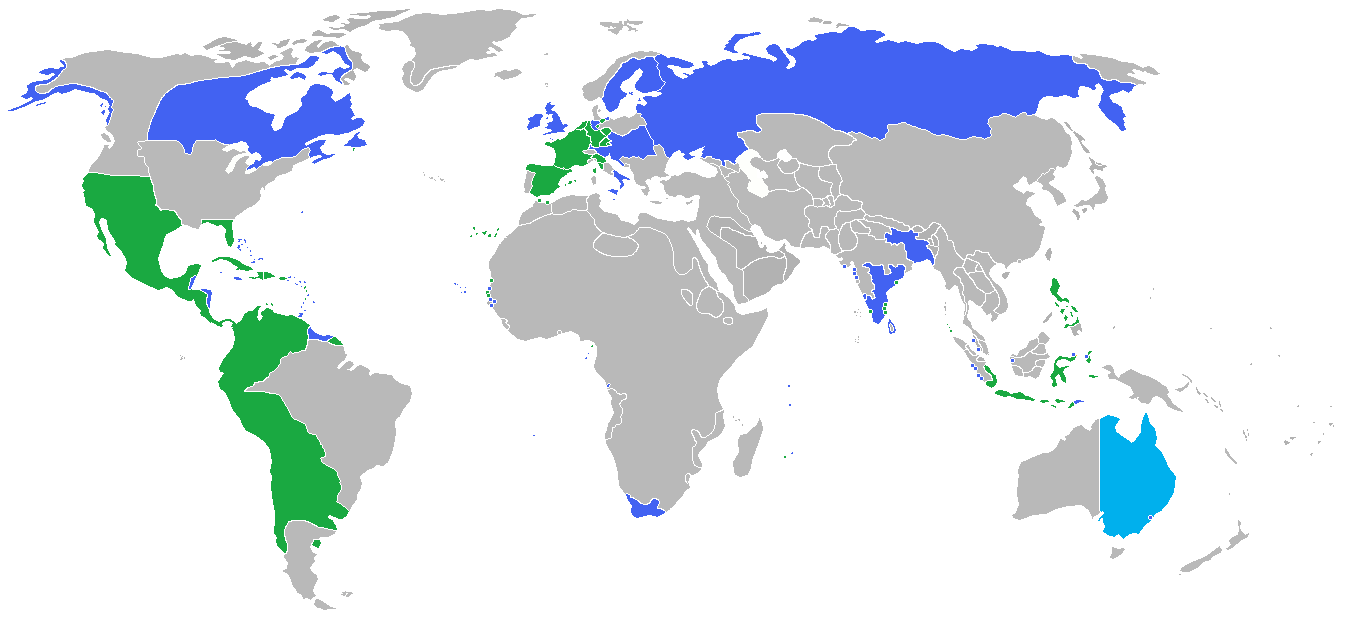
La Terza coalizione del 1803-06 (verdi-francesi, blu-inglesi).

All'inizio del proprio mandato Jefferson fu in grado di mantenere relazioni cordiali sia con i francesi che con gli inglesi, ma i rapporti con il Regno Unito cominciarono a deteriorarsi rapidamente a partire dal 1805. Avendo un gran bisogno di marinai, la Royal Navy sequestrò centinaia di imbarcazioni statunitensi reclutando a forza da esse almeno 6.000 uomini, provocando l'ira statunitense. I britannici iniziarono poi ad imporre un blocco navale sulla parte di Europa nelle mani di Napoleone Bonaparte (il blocco continentale), ponendo così termine alla politica di tolleranza nei confronti della navigazione statunitense. Anche se i britannici restituirono molti dei beni sequestrati che non erano destinati ai porti francesi, il blocco colpì gravemente la libertà commerciale provocando un'immensa rabbia negli Stati Uniti. A parte le preoccupazioni economiche, gli statunitensi erano scossi per quello che interpretavano come un attacco all'onore nazionale. In risposta ad una tale situazione Jefferson raccomandò un'ulteriore espansione dell'United States Navy e il Congresso votò la legge conosciuta come Non-importation Act, che limitò molte importazioni britanniche.
Per ristabilire relazioni quanto più possibile pacifiche, James Monroe negoziò il trattato Pinkney-Monroe del 1806, il quale rappresentava un'estensione del precedente trattato di Jay. Jefferson non era mai stato favorevole a quest'ultimo trattato, in quanto aveva impedito agli Stati Uniti di applicare sanzioni contro l'impero britannico, e respinse anche il progetto di accordo Monroe-Pinckney. Le tensioni tra le due nazioni aumentarono a causa dell'affare Chesapeake-Leopard, uno scontro navale avvenuto nel giugno 1807 tra un'imbarcazione statunitense e una britannica, terminato con la morte o l'arresto di un numero considerevole di marinai statunitensi. A partire dai decreti di Milano del dicembre successivo i francesi cominciarono a mettere sotto sequestro tutte le navi che continuavano a commerciare con gli inglesi, rendendo così le spedizioni statunitensi soggette agli attacchi di entrambe le maggiori potenze navali contrapposte.
Come reazione agli attacchi perpetrati contro la libera navigazione il Congresso approvò l'embargo del 1807, pensato per costringere le due parti in lotta a rispettare la neutralità statunitense con il blocco di tutte le spedizioni verso la Gran Bretagna o la Francia. Quasi immediatamente i grandi commercianti statunitensi cominciarono a contrabbandare merci per spedirle in Europa. Sfidando i suoi stessi principi sui limiti d'azione del governo federale, Jefferson fece uso delle forze armate per l'applicazione dell'embargo. Le esportazioni e le importazioni calarono così in maniera massiccia, e l'embargo suscitò molti malumori soprattutto nella Nuova Inghilterra. Nel marzo 1809 il Congresso sostituì l'embargo con la legge Non-Intercourse Act, che consentì la prosecuzione degli scambi commerciali con le nazioni europee ad eccezione di Francia e Gran Bretagna.
La maggior parte degli storici ritiene l'embargo deciso da Jefferson inefficace e anche dannoso per gli interessi statunitensi. Persino alti esponenti del governo di Jefferson lo considerarono come una "pratica imperfetta", ma pur sempre preferibile alla guerra. Appleby descrive la strategia adottata come "la politica meno efficace" dell'intera presidenza, e Joseph Ellis la considera una "genuina sventura". Altri, tuttavia, lo descrivono come una misura innovativa e non violenta che aiutò la Francia nella sua guerra con la Gran Bretagna, preservando al contempo la neutralità degli Stati Uniti.
Jefferson credette che il fallimento dell'embargo fosse dovuto essenzialmente ai mercanti egoisti che dimostrarono nell'occasione una mancanza di "virtù repubblicana"; sostenne che, se l'embargo fosse stato pienamente osservato, avrebbe di certo evitato la successiva guerra anglo-americana del 1812.

## Elezioni presidenziali

### Elezioni del 1804

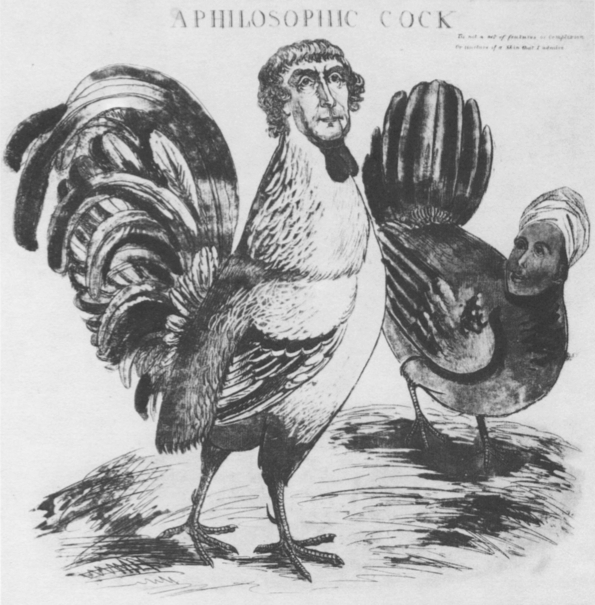
Caricatura del presidente (il gallo) con la schiava Sally Hemings (la gallina).

Come entrambi i suoi predecessori, anche Jefferson si presentò per un secondo mandato. L'elezione del 1804 fu la prima a tenersi dopo la ratifica del XII emendamento, che istituì l'attuale sistema elettorale in cui si vota in maniera separata per la presidenza e la vicepresidenza. Con Aaron Burr ormai estromesso, il caucus del partito Democratico-Repubblicano al Congresso scelse il governatore di New York George Clinton come compagno di corsa di Jefferson. Il Partito Federalista nominò invece Charles Cotesworth Pinckney per la presidenza e Rufus King in qualità di vice. I Federalisti attaccarono il presunto ateismo di Jefferson, il suo sostegno all'ampliamento del sistema di democrazia popolare e soprattutto la relazione intima intrattenuta con la schiava Sally Hemings; ne fecero il fulcro della loro campagna elettorale, sostenendo che tale relazione di Jefferson era ipocrita dato il suo continuo sostegno al mantenimento della schiavitù. I Democratici-Repubblicani godettero di un netto vantaggio grazie all'organizzazione di partito, mentre i Federalisti e la loro retorica del governo delle élite stavano diventando sempre più impopolari. Jefferson vinse in tutti gli Stati federati eccetto che in Connecticut e Delaware, prendendo così 162 dei 174 grandi elettori.

I risultati del 1804.

### Elezioni presidenziali del 1808
Jefferson pensava che un presidente non dovesse rimanere in carica indefinitamente, si attenne alla tradizione del limite di due termini stabilito da George Washington e quindi rifiutò di presentarsi per un terzo mandato; approvò invece la candidatura del suo fidato consigliere e amico James Madison. La decisa politica estera di Jefferson si era attirata molte critiche all'interno del partito, dalla corrente capeggiata da John Randolph. Questi, assieme ad altri potenti esponenti del Partito Democratico-Repubblicano contrari a Madison, tra cui Samuel Smith e William Duane, si raccolsero quindi attorno alla potenziale candidatura di James Monroe. Inoltre lo stesso vicepresidente in carica George Clinton, che aveva accettato una nuova candidatura alla vicepresidenza, annunciò invece di candidarsi alla presidenza. Ci volle tutto il prestigio di Jefferson per convincere i dissidenti a non dividere il partito a causa della disistima verso Madison; alla fine questi riuscì a venire a capo delle divisioni interne e sconfisse il federalista Charles Cotesworth Pinckney, ottenendo 122 dei 176 grandi elettori alle elezioni del 1808.

I risultati del 1808.

## Reputazione storica
Lo storico Meacham afferma che Jefferson è stata la figura più influente della repubblica democratica nel suo primo mezzo secolo, seguito da suoi ammiratori James Madison, James Monroe, Andrew Jackson e Martin Van Buren. La sua reputazione è però notevolmente diminuita durante la guerra di secessione americana a causa del suo sostegno ai diritti degli Stati. Alla fine del XIX secolo questa eredità complessiva fu ampiamente criticata; i conservatori sentivano che la sua filosofia aveva portato al movimento populista di quell'epoca, mentre i progressisti volevano un governo federale più attivo di quello consentito dalla democrazia jeffersoniana. Entrambe le fazioni giudicarono che la storia aveva dato ragione a Alexander Hamilton anziché a Jefferson, e Thomas Woodrow Wilson descrisse persino Jefferson come "seppur grande uomo, non un grande americano".
Negli anni 1930 il presidente tornò ad essere giudicato con maggior stima; Franklin Delano Roosevelt e i Democratici del New Deal celebrarono le sue lotte a favore dell'"uomo comune" e lo rivendicarono come fondatore del loro partito. Jefferson divenne un simbolo della democrazia americana nell'incipiente guerra fredda e i decenni 1940 e 1950 videro lo zenith della sua reputazione popolare. A seguito del movimento per i diritti civili degli afroamericani la posizione di Jefferson sulla schiavitù fu sottoposta ad una nuova serrata critica, in particolare dopo che i test del DNA svolti alla fine degli anni 1990 sostennero le accuse che avesse avuto una relazione con la schiava Sally Hemings. Notando l'enorme produzione di libri accademici su Jefferson usciti negli ultimi anni lo storico Gordon Wood riassume i dibattiti infuocati sulla sua statura politica: "Anche se molti storici e altri sono imbarazzati dalle sue contraddizioni e hanno cercato di farlo cadere dal piedistallo democratico [...] la sua posizione, anche se tremolante, sembra ancora al sicuro".
I sondaggi di storici e politologi classificano generalmente Jefferson come uno dei migliori presidenti, spesso appena dopo i primi tre (George Washington, Abraham Lincoln e Franklin Delano Roosevelt). La ricerca condotta dagli studiosi presidenziali del "Siena Research Institute", iniziata nel 1982, lo ha costantemente posizionato come uno dei cinque migliori presidenti della storia degli Stati Uniti d'America e un sondaggio della Brookings Institution del 2015 tra i membri dell'American Political Science Association lo classificò come il quinto più grande presidente di tutti i tempi.

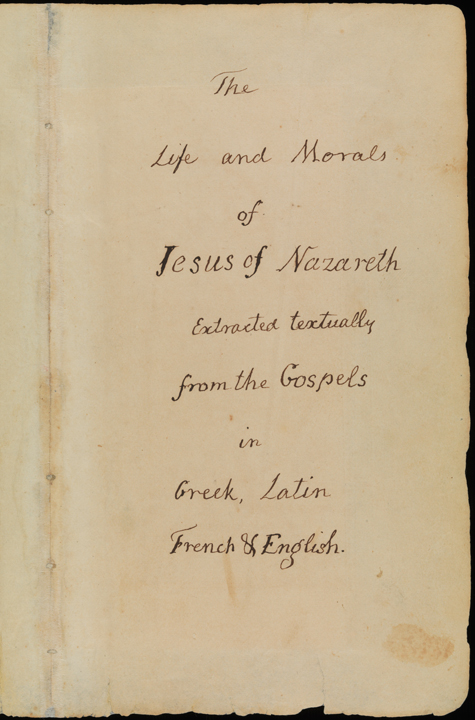
Il frontespizio della Bibbia di Jefferson.

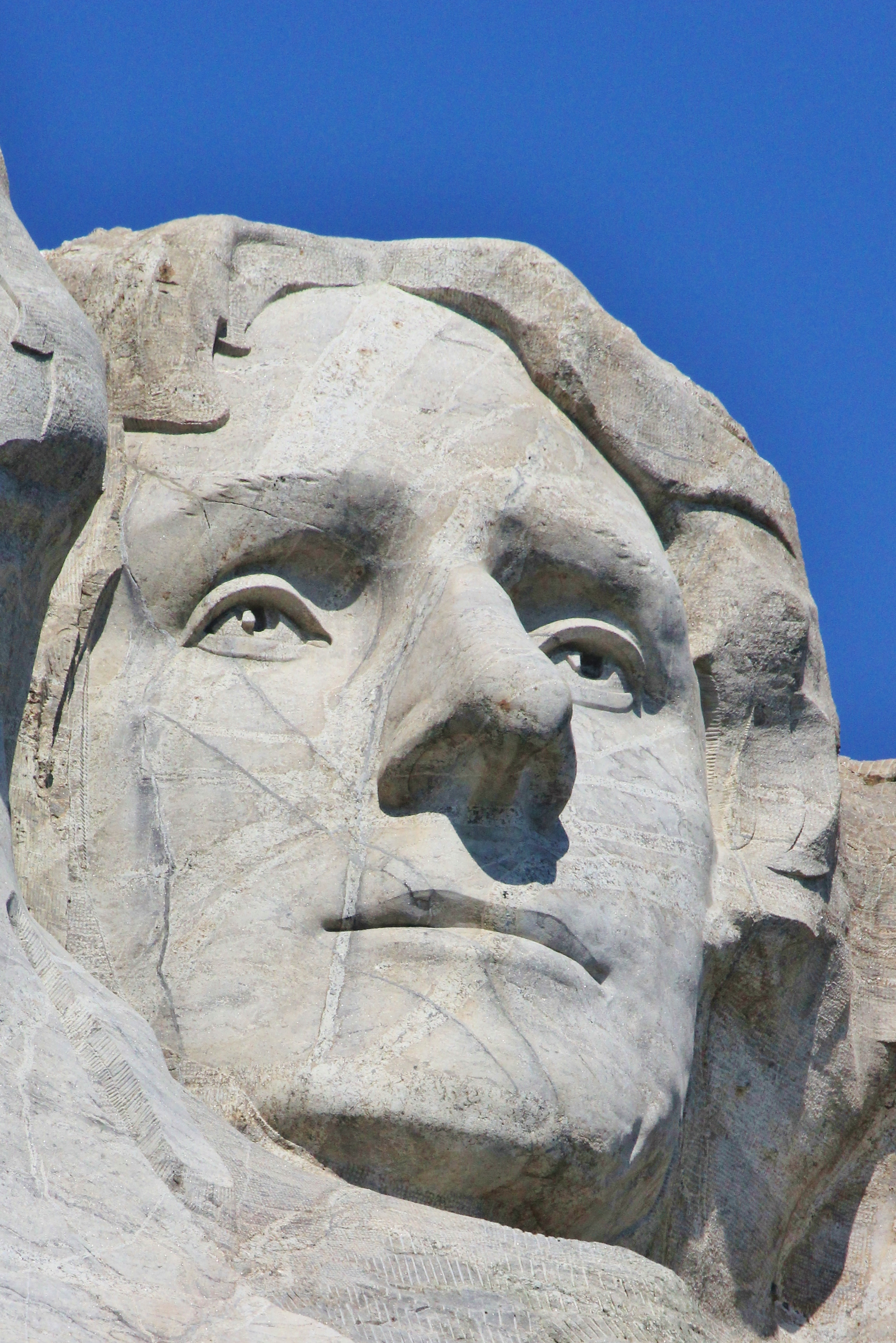
Il volto del presidente scolpito sul Monte Rushmore.

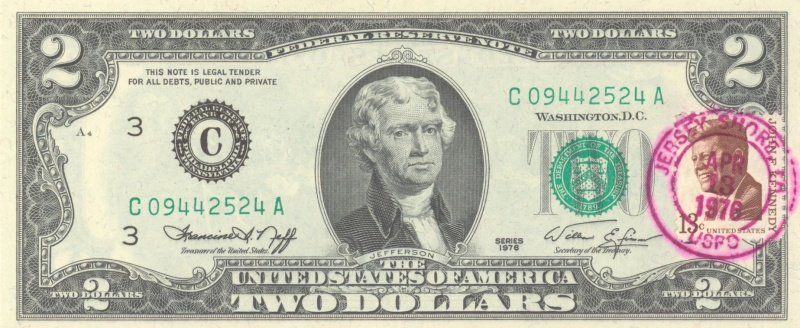
Serie da due dollari del 1976.

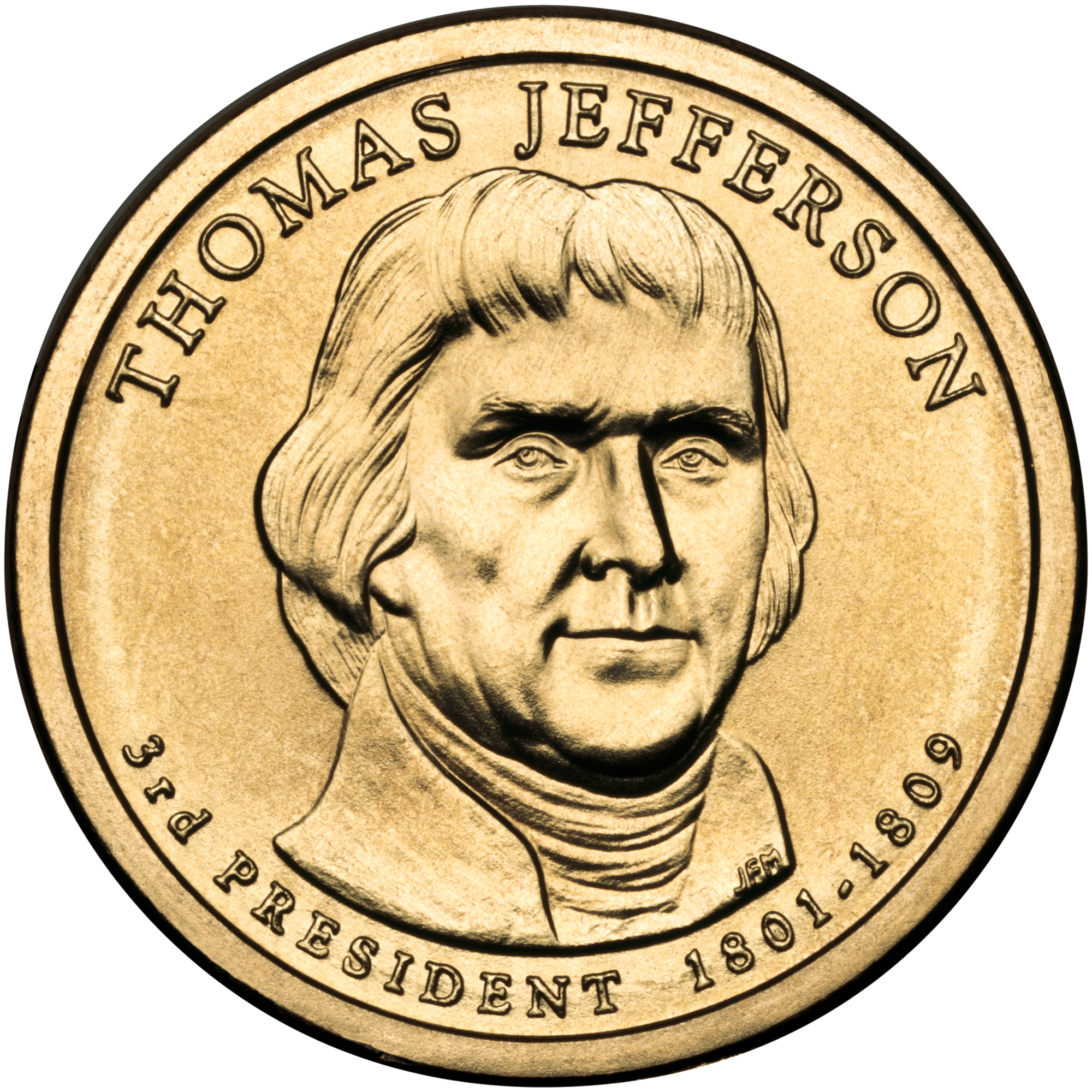
Il dollaro presidenziale con l'effigie del presidente.

### Relazioni estere
- Cogliano, Francis D. Emperor of Liberty: Thomas Jefferson's Foreign Policy (Yale University Press, 2014). 320 pp. online review
- Kaplan, Lawrence. Jefferson and France (Yale University Press, 1967)
- Kaplan, Lawrence. Entangling Alliances with None: American Foreign Policy in the Age of Jefferson (Kent State University Press, 1987).
- LaFeber, Walter. “Jefferson and an American Foreign Policy,” in Jeffersonian Legacies, ed. Peter S. Onuf (1993), pp. 370–91;
- Rodriguez, Junius, ed. The Louisiana Purchase: An Encyclopedia (2002)
- Tucker, Robert W. and David C. Hendrickson. Empire of Liberty: The Statecraft of Thomas Jefferson (1992), best guide to foreign policy excerpt and text search, diplomatic history